# Großsteingrab Grünhof-Tesperhude
Das Großsteingrab Grünhof-Tesperhude (auch Steenaben genannt) war eine mögliche megalithische Grabanlage der jungsteinzeitlichen Nordgruppe der Trichterbecherkultur bei Grünhof und Tesperhude, heute Ortsteile der Gemeinde Geesthacht im Kreis Herzogtum Lauenburg in Schleswig-Holstein. Seine Existenz ist nur durch eine Signatur auf einer topografischen Karte von 1764 überliefert. Es wurde wohl im weiteren Verlauf des 18. Jahrhunderts oder im 19. Jahrhundert zerstört. Als Karl Kersten die Gegend für seine 1951 erschienene Monografie zu den vor- und frühgeschichtlichen Denkmälern des Kreises Herzogtum Lauenburg erkundete, fand er an der betreffenden Stelle nur noch eine sehr flache, überpflügte Kuppe vor. Er nahm die Struktur dort als Steingrab unter der Nummer Grünhof-Tesperhude LA 106 auf. In der näheren Umgebung sind mehrere zum Teil erhaltene, zum Teil zerstörte Grabhügel dokumentiert, darunter das bronzezeitliche Totenhaus von Tesperhude.